# Schernfeld
Schernfeld es un municipio situado en el distrito de Eichstätt, en el estado federado de Baviera (Alemania), con una población a finales de 2016 de unos 3181 habitantes.
Se encuentra ubicado en el centro del estado, en la región de Alta Baviera, cerca de la orilla norte del río Danubio.